# Yishan Road

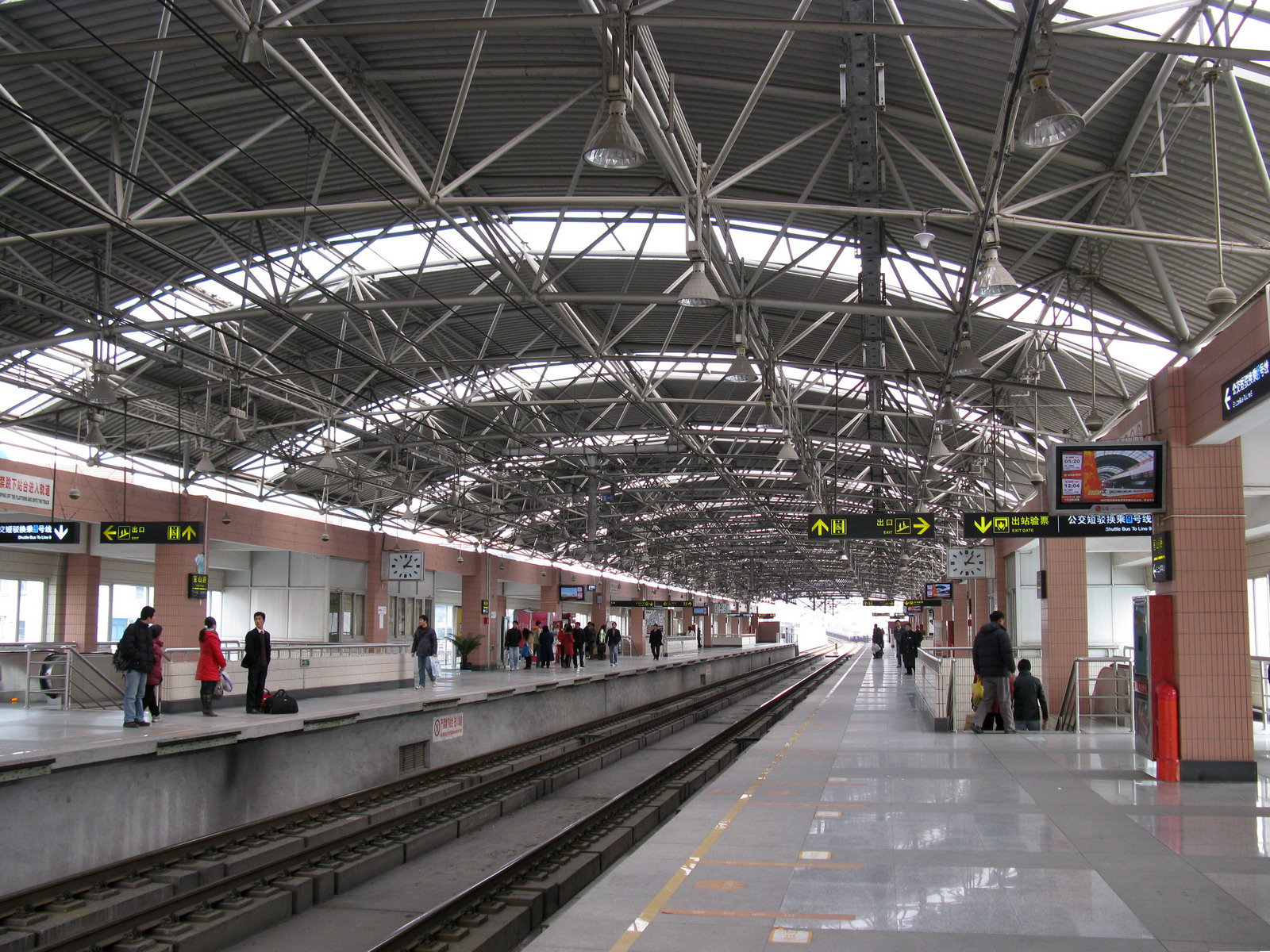
Yishan Lu

Yishan Road (宜山路) is een station van de metro van Shanghai gelegen in het district Xuhui. Het station is onderdeel van lijn 3, de lusvormige lijn 4 en lijn 9. Het station strekt zich uit over een bovengronds deel (voor de lijnen 3 en 9) en een ondergronds deel met de sporen van lijn 4.
Het station ligt aan het kruispunt van Kaixuan Road (凯旋路) en Yishan Road (宜山路)
Het metrodepot van lijn 4 is dicht bij het station gelegen zodat bij treinstellen die tijdens het dienstschema tijdelijk uit dienst worden genomen, alle reizigers van die trein in Yishan Road de metrostellen moeten verlaten en hun reis verder zetten met een andere trein.
Het station werd geopend op 26 september 2000 met de start van lijn 3. De connectie met lijn 4 werd in dienst genomen op 31 december 2005. Lijn 9 doet het station ook aan sinds 31 december 2009.
North Jiangyang Road · Tieli Road · Youyi Road · Baoyang Road · Shuichan Road · Songbin Road · Zhanghuabang · Songfa Road · South Changjiang Road · West Yingao Road · Jiangwan Town · Dabaishu · Chifeng Road · Hongkou Football Stadium · Dongbaoxing Road · Baoshan Road · Station Shanghai · Zhongtan Road · Zhenping Road · Caoyang Road · Jinshajiang Road · Zhongshan Park · West Yan'an Road · Hongqiao Road · Yishan Road · Caoxi Road · Longcao Road · Shilong Road · Station Shanghai-Zuid

Lijnen van de metro van Shanghai: 1 · 2 · 3 · 4 · 5 · 6 · 7 · 8 · 9 · 10 · 11 · 12 · 13 · 14 · 15 · 16 · 17 · 18 · Pujiang Line
← Yishan Road · Shanghai Indoor Stadium · Shanghai Stadium · Dong'an Road · Damuqiao Road · Luban Road · South Xizang Road · Nanpu Bridge · Tangqiao · Lancun Road · Pudian Road · Century Avenue · Pudong Avenue · Yangshupu Road · Dalian Road · Linping Road · Hailun Road · Baoshan Road · Station Shanghai · Zhongtan Road · Zhenping Road · Caoyang Road · Jinshajiang Road · Zhongshan Park · West Yan'an Road · Hongqiao Road → 

Lijnen van de metro van Shanghai: 1 · 2 · 3 · 4 · 5 · 6 · 7 · 8 · 9 · 10 · 11 · 12 · 13 · 14 · 15 · 16 · 17 · 18 · Pujiang Line
Songjiang South · Zuibaichi Park · Songjiang Sports Center · Songjiang Xincheng · Songjiang University Town · Dongjing · Sheshan · Sijing · Jiuting · Zhongchun Road · Qibao · Xingzhong Road · Hechuan Road · Caohejing Hi-Tech Park · Guilin Road · Yishan Road · Xujiahui · Zhaojiabang Road · Jiashan Road · Dapuqiao · Madang Road · Lujiabang Road · Xiaonanmen · Shangcheng Road · Century Avenue · Middle Yanggao Road · Fangdian Road · Lantian Road · Taierzhuang Road · Jinqiao · Jinji Road · Jinhai Road · Gutang Road · Minlei Road · Caolu

Lijnen van de metro van Shanghai: 1 · 2 · 3 · 4 · 5 · 6 · 7 · 8 · 9 · 10 · 11 · 12 · 13 · 14 · 15 · 16 · 17 · 18 · Pujiang Line